# Tommy Morrison
Thomas David «Tommy» Morrison (Gravette, Arkansas, 2 de enero de 1969-Omaha, Nebraska, 1 de septiembre de 2013) fue un boxeador estadounidense de peso pesado. Tuvo cierta popularidad en los años noventa por tener algunas opciones de destronar el poder de los boxeadores negros en los pesos pesados. Saltó a la fama cuando participó en la película Rocky V junto con el actor Sylvester Stallone en 1990, interpretando al púgil Tommy «The Machine» Gunn. Se coronó campeón de la Organización Mundial de Boxeo el 7 de junio de 1993 en decisión unánime frente a George Foreman. Posteriormente, perdió el título por KO en el primer asalto frente al británico Michael Bentt. Tiempo después, le disputó el título a Lennox Lewis y también fue puesto fuera de combate. 
Se retiró del boxeo debido a que dio positivo en una prueba del VIH en 1996. Después de 11 años de inactividad, Morrison regresó al cuadrilátero en Virginia Occidental el 22 de febrero de 2007, oportunidad en la que venció por KO a John Castle en el segundo asalto. Durante los años siguientes, solo disputó dos combates más, en los que salió victorioso. En agosto de 2013, se supo que Tommy Morrison se encontraba gravemente enfermo y había pasado un año entero en cama sin poder andar. Falleció el 1 de septiembre de ese mismo año.

## Biografía

### Primeros años y amateurismo
Morrison nació en Gravette, Arkansas. Su madre Diana era nativa americana y su padre Tim era de ascendencia principalmente escocesa. Morrison se crio en el condado de Delaware, Oklahoma y pasó la mayor parte de su adolescencia en Jay. Su apodo, el Duque, se basa en la afirmación de que era un supuesto pariente lejano de la estrella de Hollywood John Wayne. Su padre le animó a practicar el boxeo a los diez años. Cuando tenía trece años, su madre utilizó un documento de identidad falso y lo inscribió en quince concursos de toughman (la edad mínima para los concursantes era de veintiún años).
Tras graduarse en el instituto en 1988, recibió una beca de fútbol en la Universidad Estatal de Emporia. Ese mismo año, ganó el título regional de peso pesado Guantes de Oro de Kansas y avanzó en el mismo evento a nivel nacional en Omaha, Nebraska, donde venció a Javier Álvarez en las preliminares y a Warren Williams en los cuartos de final. Pero perdió por decisión ante Derek Isaman en las semifinales.
Dos semanas más tarde, participó en las pruebas olímpicas del Oeste en Houston, Texas, derrotando a Robert Hargrove por decisión mayoritaria de 4-1 en las semifinales, y a John Bray por decisión unánime de 5-0 en las finales. Esto le permitió clasificarse para los nacionales y obtener el premio al «luchador más destacado» del torneo. Dos semanas después, Morrison perdió por decisión unánime de 0-5 ante Ray Mercer en las pruebas olímpicas nacionales de Concord, California. Consecuentemente, Mercer ganó la medalla de oro en los Juegos Olímpicos de Seúl. Como aficionado, Morrison disputó 222 combates (la mayoría de ellos locales), siendo las pruebas olímpicas de 1988 el punto álgido de su carrera no profesional, donde ostenta un récord de 202 victorias y 20 derrotas.

### Carrera profesional

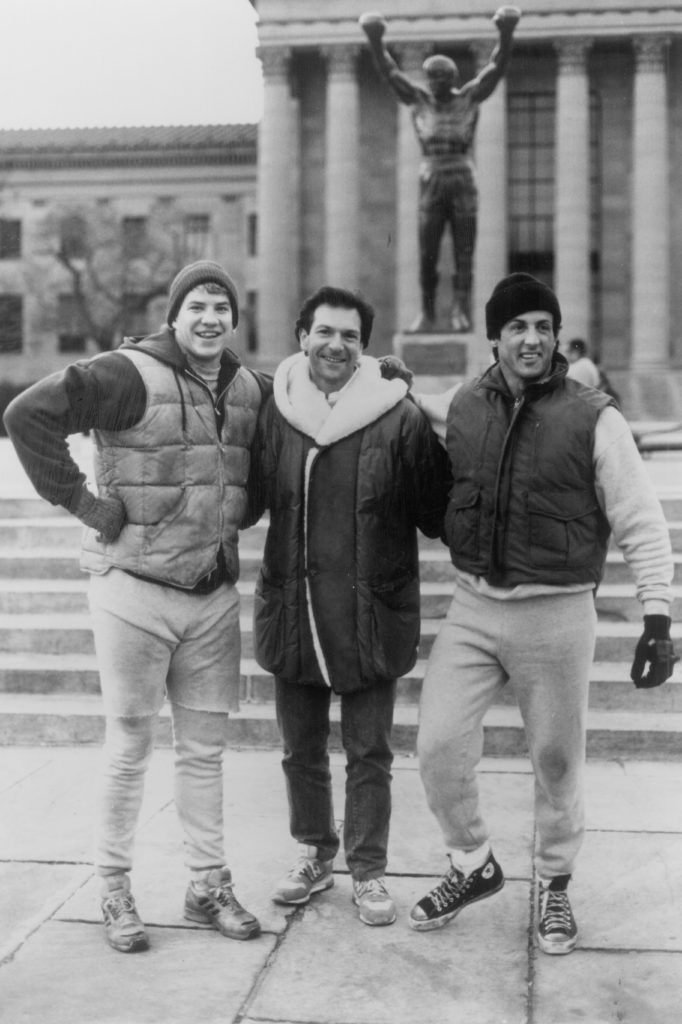
Morrison, Steve Lott y Sylvester Stallone

Morrison comenzó su carrera profesional en el boxeo el 10 de noviembre de 1988, con un nocaut en el primer asalto contra William Muhammad en la ciudad de Nueva York. Tres semanas más tarde se anotó otro nocaut en el primer asalto. En 1989, obtuvo diecinueve victorias, quince de ellas por nocaut, y ninguna derrota. En 1989, el actor Sylvester Stallone observó uno de los combates de Morrison, organizó una lectura del guion y lo eligió para la película Rocky V en el papel de Tommy «The Machine» Gunn, un joven y talentoso boxeador protegido por el retirado Rocky Balboa. Morrison se tomó un descanso de seis meses del boxeo para trabajar en la película en 1990.
En 1991, ganó sus combates contra James Tillis y el excampeón mundial Pinklon Thomas. Se le dio la oportunidad de enfrentarse a otro púgil invicto, Ray Mercer, poseedor del título de la OMB, en un evento de pago por visión celebrado el 18 de octubre de 1991. Morrison sufrió la primera derrota de su carrera, perdiendo por nocaut en el quinto asalto.
Consiguió seis victorias en 1992, incluyendo combates con Art Tucker y Joe Hipp, que más tarde se convirtió en el primer nativo americano en disputar el título mundial de los pesos pesados. En el combate contra Hipp, celebrado el 19 de junio de 1992, Morrison sufrió fracturas en sus manos y mandíbula; pero se recuperó para conseguir un nocaut en el noveno asalto. Después de dos victorias en 1993, incluyendo una sobre el dos veces retador al título mundial Carl «The Truth» Williams, Morrison se encontró luchando por el título de la OMB de nuevo, contra la leyenda del boxeo de los pesos pesados George Foreman, quien regresaba después de un retiro de algunos años. Morrison optó por evitar los enfrentamientos con Foreman durante la pelea. Pudo golpear y moverse eficazmente de esta manera, lo que le hizo ganar una decisión unánime en doce asaltos y el título de la OMB.
La primera defensa del título estaba programada contra Mike Williams; pero, cuando este anunció su retiro, Tim Tomashek se presentó como sustituto. Más tarde, la OMB anuló la pelea debido a la falta de experiencia del retador. Casi de inmediato, se empezó a hablar de una pelea con Lennox Lewis; pero se interrumpió cuando el prácticamente desconocido púgil Michael Bentt derrotó a Morrison en su siguiente combate. Bentt lo derribó tres veces y el combate se detuvo en el primer asalto ante la audiencia en directo de HBO Boxing. Morrison se recuperó ganando tres combates seguidos en 1994; pero su última pelea del año, contra Ross Puritty, terminó en un empate.
Morrison ganó tres combates en 1995 antes de enfrentarse a Razor Ruddock, a quien venció por nocaut técnico. La tan esperada pelea con Lewis, que también había perdido su campeonato mundial, tuvo lugar finalmente tras el combate con Ruddock. En la confrontación, Lewis noqueó a Morrison en el sexto asalto.

## Plano personal

### Familia
Antes de casarse con Trisha Morrison en 2011, estuvo casado con Dawn Freeman y Dawn Gilbert. Trisha Morrison lo acompañó desde finales de 2010 hasta 2013, año de su fallecimiento. Sus dos hijos, Trey y Kenzie, también son boxeadores.

### Quebrantos de salud
En 1996, Morrison se preparaba para luchar contra Arthur Weathers. La Comisión Atlética de Nevada determinó que había dado positivo en la prueba del VIH y decidió suspender su actividad en el estado de Nevada. Varios días después, su médico le hizo una prueba, que también resultó positiva. En una conferencia de prensa celebrada el 15 de febrero de 1996, Morrison dijo que había contraído el VIH debido a un «estilo de vida permisivo, rápido e imprudente», y declaró que nunca volvería a pelear.

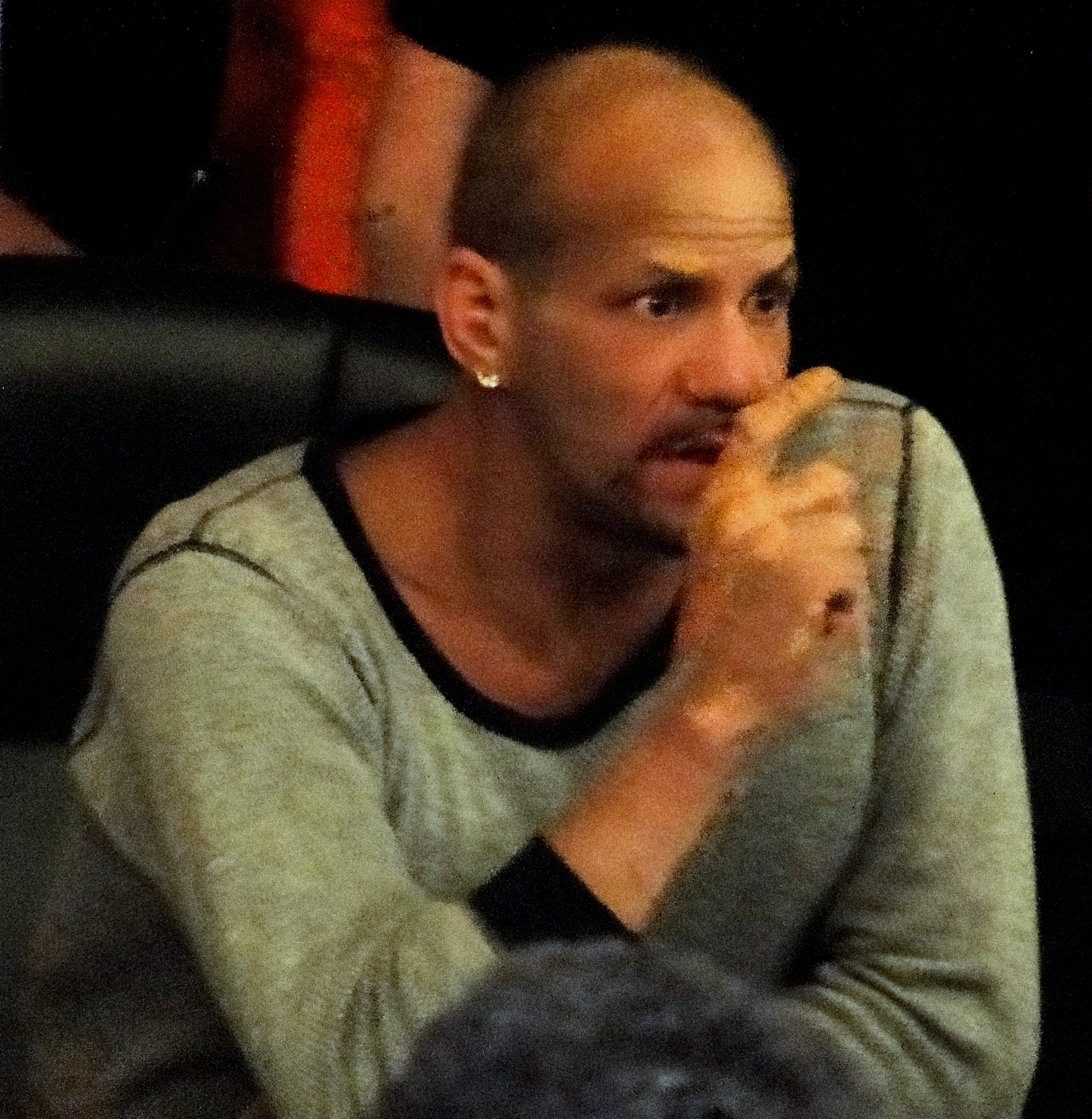
Morrison en 2011

En otra conferencia de prensa celebrada el 19 de septiembre de 1996 en Tulsa, Morrison anunció que deseaba pelear «una última vez» cuando pudiera encontrar un oponente, cuya recaudación se destinaría a su Fundación KnockOut AIDS. Un portavoz de la Junta Consultiva de Boxeo Profesional de Oklahoma dijo que probablemente no se permitiría a Morrison pelear en Oklahoma debido a su suspensión en Nevada. Para tratar su infección, dijo que tomaba medicación antirretroviral, que redujo su carga viral a niveles casi indetectables.
En 2006, afirmó que sus pruebas de VIH habían sido falsos positivos. La junta asesora médica de la comisión de Nevada revisó los resultados de las pruebas de 1996 y concluyó que eran «férreos e inequívocos». Morrison dijo que trató de obtener una copia del resultado original de la prueba, pero que no pudo hacerlo. La comisión dijo que Morrison podía «ponerse en contacto con el laboratorio, y ellos le entregarían inmediatamente los resultados».
Morrison dio negativo en la prueba del VIH en cuatro ocasiones en enero de 2007 y ese año empezó a luchar de nuevo. Tras pasar las pruebas médicas en Texas, Virginia Occidental le dio autorización para luchar en ese estado. En junio, su antiguo agente Randy Lang afirmó públicamente que Morrison había dado positivo en enero y que el boxeador había manipulado las muestras de sangre.
El 22 de julio de 2007, el New York Times informó de que Morrison se hizo dos pruebas de VIH en 2007 y una tercera específicamente para el Times. Varios médicos insinuaron en ese momento que los resultados negativos no se basaban en realidad en la sangre del boxeador. Dos años después, también dio negativo en Wyoming, en una prueba supervisada por la comisión de Colorado.

### Problemas legales
En diciembre de 1993, fue acusado de agresión cuando supuestamente golpeó a un estudiante de la Universidad de Iowa. Por este hecho tuvo que pagar una multa de 310 dólares. En octubre de 1996, se declaró culpable de transportar un arma de fuego cargada en Jay, Oklahoma, y recibió una condena de seis meses con suspensión de la pena y una multa de cien dólares. En 1997, un jurado de Oklahoma le condenó por conducir bajo los efectos del alcohol en un accidente que dejó a tres personas heridas; el tribunal ordenó que Morrison pasara un tiempo en tratamiento.
En septiembre de 1999, un tribunal de Oklahoma le impuso una condena de dos años con suspensión de la pena por un delito de conducción bajo los efectos del alcohol elevado a la categoría de delito grave por su anterior condena similar. El 16 de septiembre de 1999, la policía lo detuvo por conducir de forma errática y encontró drogas y armas en su coche, lo que dio lugar a varios cargos. Mientras esperaba el juicio, fue detenido de nuevo por cargos de intoxicación y posesión de armas. El 14 de enero de 2000, fue condenado a dos años de prisión por los cargos del 16 de septiembre. El 3 de abril de 2002, fue condenado a otro año de prisión tras violar la libertad condicional en Tulsa; pero se le acreditó el tiempo que había cumplido anteriormente. En 2011, nuevamente enfrentó problemas legales por posesión de drogas. El deterioro de su salud se hizo evidente en una fotografía oficial tomada en una prisión de Kansas.

## Fallecimiento
Morrison falleció el 1 de septiembre de 2013. La causa de la muerte fue una acidosis respiratoria y metabólica e insuficiencia orgánica múltiple, enfermedades derivadas de ser portador del VIH. Trisha Morrison, la mujer con quien se casó en 2011, lo acompañó hasta el último minuto de vida en la terapia intensiva. Fue su esposa quien en una entrevista con ESPN insistió en que Morrison tenía el síndrome de Guillain-Barré y no VIH.

## Récord profesional
| 48 ganadas (42 KO), 3 derrotas (3 KO), 1 empate |        |                   |      |              |            |                                                                                |                                                   |
| Res.                                            | Récord | Oponente          | Tipo | Rd., tiempo  | Datos      | Localidad                                                                      | Notas                                             |
| G                                               | 48-3-1 | Matt Weishaar     | TKO  | 3 (6), 1:40  | 09-02-2008 | Domo de la Feria, León, México                                                 |                                                   |
| G                                               | 47-3-1 | John Castle       | TKO  | 2 (6), 1:49  | 22-02-2007 | Mountaineer Casino Racetrack and Resort, Chester, Virginia Occidental, EE. UU. |                                                   |
| G                                               | 46-3-1 | Marcus Rhode      | TKO  | 1 (10), 1:38 | 03-11-1996 | Tokyo Bay NK Hall, Urayasu, Japón                                              |                                                   |
| D                                               | 45-3-1 | Lennox Lewis      | TKO  | 6 (12), 1:22 | 07-10-1995 | Convention Hall, Atlantic City, Nueva Jersey, EE. UU.                          | Pierde el título de la IBC del peso pesado.       |
| G                                               | 45-2-1 | Donovan Ruddock   | TKO  | 6 (12), 2:55 | 10-06-1995 | Municipal Auditorium, Kansas City, Misuri, EE. UU.                             | Gana el título vacante de la IBC del peso pesado. |
| G                                               | 44-2-1 | Terry Anderson    | KO   | 7 (10), 1:34 | 01-05-1995 | Brady Theater, Tulsa, Oklahoma, EE. UU.                                        |                                                   |
| G                                               | 43-2-1 | Marselles Brown   | KO   | 3 (10), 2:18 | 05-03-1995 | Civic Assembly Center, Muskogee, Oklahoma, EE. UU.                             |                                                   |
| G                                               | 42-2-1 | Ken Merritt       | TKO  | 1 (10), 2:41 | 07-02-1995 | State Fair Arena, Oklahoma City, Oklahoma, EE. UU.                             |                                                   |
| Empate                                          | 41-2-1 | Ross Puritty      | SD   | 10           | 28-07-1994 | Convention Hall, Atlantic City, Nueva Jersey, EE. UU.                          |                                                   |
| G                                               | 41-2   | Sherman Griffin   | UD   | 10           | 24-05-1994 | Brady Theater, Tulsa, Oklahoma, EE. UU.                                        |                                                   |
| G                                               | 40-2   | Brian Scott       | TKO  | 2 (10), 1:37 | 27-03-1994 | Expo Square Pavilion, Tulsa, Oklahoma, EE. UU.                                 |                                                   |
| G                                               | 39-2   | Tui Toia          | KO   | 3 (10), 2:13 | 20-02-1994 | Belle Casino, Biloxi, Misisipi, EE. UU.                                        |                                                   |
| D                                               | 38-2   | Michael Bentt     | TKO  | 1 (12), 1:33 | 29-10-1993 | Convention Center, Tulsa, Oklahoma, EE. UU.                                    | Pierde el título de la WBO del peso pesado.       |
| G                                               | 38-1   | Tim Tomashek      | RTD  | 4 (12), 3:00 | 30-08-1993 | Kemper Arena, Kansas City, Misuri, EE. UU.                                     | Retiene el título de la WBO del peso pesado.      |
| G                                               | 37-1   | George Foreman    | UD   | 12           | 07-06-1993 | Thomas & Mack Center, Paradise, Nevada, EE. UU.                                | Gana el título vacante de la WBO del peso pesado. |
| G                                               | 36-1   | Dan Murphy        | TKO  | 3 (10), 1:10 | 30-03-1993 | Kemper Arena, Kansas City, Misuri, EE. UU.                                     |                                                   |
| G                                               | 35-1   | Carl Williams     | TKO  | 8 (10), 2:10 | 16-01-1993 | Convention Center, Reno, Nevada, EE. UU.                                       |                                                   |
| G                                               | 34-1   | Marshall Tillman  | TKO  | 1 (10), 2:23 | 12-12-1992 | America West Arena, Phoenix, Arizona, EE. UU.                                  |                                                   |
| G                                               | 33-1   | Joe Hipp          | TKO  | 9 (10), 2:47 | 27-06-1992 | Bally's, Reno, Nevada, EE. UU.                                                 |                                                   |
| G                                               | 32-1   | Art Tucker        | TKO  | 2 (10), 1:12 | 14-05-1992 | Broadway by the Bay Theater, Atlantic City, New Jersey, EE. UU.                |                                                   |
| G                                               | 31-1   | Kimmuel Odum      | TKO  | 3 (10), 1:50 | 23-04-1992 | Foxwoods Resort Casino, Ledyard, Connecticut, EE. UU.                          |                                                   |
| G                                               | 30-1   | Jerry Halstead    | TKO  | 5 (10), 0:30 | 20-03-1992 | Caesars Palace, Paradise, Nevada, EE. UU.                                      |                                                   |
| G                                               | 29-1   | Bobby Quarry      | TKO  | 2 (10), 1:29 | 16-02-1992 | Las Vegas Hilton, Winchester, Nevada, EE. UU.                                  |                                                   |
| D                                               | 28-1   | Ray Mercer        | TKO  | 5 (12), 0:28 | 18-10-1991 | Convention Hall, Atlantic City, Nueva Jersey, EE. UU.                          | Por el título de la WBO del peso pesado           |
| G                                               | 28-0   | Ladislao Mijangos | TKO  | 1 (10), 1:40 | 27-06-1991 | Bally's Las Vegas, Paradise, Nevada, EE. UU.                                   |                                                   |
| G                                               | 27-0   | Yuri Vaulin       | TKO  | 5 (10), 2:06 | 19-04-1991 | Convention Hall, Atlantic City, New Jersey, EE. UU.                            |                                                   |
| G                                               | 26-0   | Pinklon Thomas    | RTD  | 1 (10), 3:00 | 19-02-1991 | Kemper Arena, Kansas City, Misuri, EE. UU.                                     |                                                   |
| G                                               | 25-0   | James Tillis      | TKO  | 1 (8), 1:51  | 11-01-1991 | Etess Arena, Atlantic City, Nueva Jersey, EE. UU.                              |                                                   |
| G                                               | 24-0   | Mike Acey         | TKO  | 1 (6), 1:35  | 08-11-1990 | Bally's Las Vegas, Paradise, Nevada, EE. UU.                                   |                                                   |
| G                                               | 23-0   | John Morton       | TKO  | 5 (6), 1:49  | 04-10-1990 | Etess Arena, Atlantic City, Nueva Jersey, EE. UU.                              |                                                   |
| G                                               | 22-0   | Charles Woolard   | KO   | 2            | 09-06-1990 | Memorial Hall, Kansas City, Kansas, EE. UU.                                    |                                                   |
| G                                               | 21-0   | Ken Lakusta       | UD   | 6            | 07-12-1989 | The Mirage, Paradise, Nevada, EE. UU.                                          |                                                   |
| G                                               | 20-0   | Lorenzo Canady    | UD   | 6            | 03-11-1989 | South Mountain Arena, West Orange, New Jersey, EE. UU.                         |                                                   |
| G                                               | 19-0   | Charles Hostetter | KO   | 1            | 26-10-1989 | Kemper Arena, Kansas City, Misuri, EE. UU.                                     |                                                   |
| G                                               | 18-0   | Harry Terrell     | KO   | 1 (6), 2:59  | 17-10-1989 | State Fair, Phoenix, Arizona, EE. UU.                                          |                                                   |
| G                                               | 17-0   | David Jaco        | KO   | 1 (6), 0:37  | 19-09-1989 | Veterans Memorial Coliseum, Jacksonville, Florida, EE. UU.                     |                                                   |
| G                                               | 16-0   | Rick Enis         | TKO  | 1 (6), 2:45  | 05-09-1989 | Harrah's Lake Tahoe, Sateline, Nevada, EE. UU.                                 |                                                   |
| G                                               | 15-0   | Jesse Shelby      | TKO  | 2 (6), 1:55  | 22-08-1989 | Showboat, Atlantic City, Nueva Jersey, EE. UU.                                 |                                                   |
| G                                               | 14-0   | Mike Robinson     | TKO  | 2 (6)        | 08-08-1989 | Bally's Park Place, Atlantic City, Nueva Jersey, EE. UU.                       |                                                   |
| G                                               | 13-0   | Aaron Brown       | UD   | 6            | 03-07-1989 | Atlantic City, Nueva Jersey, EE. UU.                                           |                                                   |
| G                                               | 12-0   | Steve Zouski      | UD   | 4            | 25-06-1989 | Convention Hall, Atlantic City, Nueva Jersey, EE. UU.                          |                                                   |
| G                                               | 11-0   | Ricky Nelson      | TKO  | 2 (6)        | 11-06-1989 | Trump Plaza Hotel and Casino, Atlantic City, Nueva Jersey, EE. UU.             |                                                   |
| G                                               | 10-0   | Mike McGrady      | TKO  | 1, 1:19      | 14-05-1989 | Trump Plaza Hotel and Casino, Atlantic City, New Jersey, EE. UU.               |                                                   |
| G                                               | 9-0    | Lorenzo Boyd      | TKO  | 2            | 22-04-1989 | Kansas City, Kansas, EE. UU.                                                   |                                                   |
| G                                               | 8-0    | Alan Jamison      | KO   | 1            | 29-03-1989 | Wichita, Kansas, EE. UU.                                                       |                                                   |
| G                                               | 7-0    | Lee Moore         | KO   | 2            | 24-02-1989 | Convention Hall, Atlantic City, Nueva Jersey, EE. UU.                          |                                                   |
| G                                               | 6-0    | Traore Ali        | TKO  | 4 (6), 0:53  | 09-02-1989 | Felt Forum, Nueva York, EE. UU.                                                |                                                   |
| G                                               | 5-0    | Mike Foley        | KO   | 1            | 24-01-1989 | Four Seasons Arena, Great Falls, Montana, EE. UU.                              |                                                   |
| G                                               | 4-0    | Elvin Evans       | KO   | 1            | 17-01-1989 | Premier Center, Sterling Heights, Míchigan, EE. UU.                            |                                                   |
| G                                               | 3-0    | Joe Adams         | KO   | 1            | 12-01-1989 | Oklahoma City, Oklahoma, EE. UU.                                               |                                                   |
| G                                               | 2-0    | Tony Dewar        | KO   | 1, 0:41      | 30-11-1988 | Cobo Hall, Detroit, Míchigan, EE. UU.                                          |                                                   |
| G                                               | 1-0    | William Muhammad  | TKO  | 1 (4)        | 10-11-1988 | Felt Forum, Nueva York, EE. UU.                                                | Debut profesional                                 |